# Kolno (gmina, Varmie-Mazurie)
Pour les articles homonymes, voir Kolno.
Kolno est une gmina rurale du powiat de Olsztyn, Varmie-Mazurie, dans le nord de la Pologne. Son siège est le village de Kolno, qui se situe environ 41 km au nord-est de la capitale régionale Olsztyn.
La gmina couvre une superficie de 178,34 km2 pour une population de 3 442 habitants.

## Géographie
La gmina inclut les villages d'Augustówka, Bęsia, Bocianowo, Gajówka Augustowska, Górkowo, Górowo, Kabiny, Kolenko, Kolno, Kominki, Kruzy, Lutry, Oterki, Otry, Ryn Reszelski, Samławki, Tarniny, Tejstymy, Wągsty, Wójtowo, Wólka et Wysoka Dąbrowa.
La gmina borde les gminy de Biskupiec, Bisztynek, Jeziorany, Reszel et Sorkwity.